# Karl Bachmann (Schauspieler)

Karl Bachmann, Rollenfoto Die Reise um die Welt in 40 Tagen, Metropoltheater, Berlin

Karl Bachmann, auch Carl Bachmann (Bühnenschreibweise), (* 7. September 1883 in Wien, Österreich-Ungarn; † 28. April 1958 in Wien) war ein österreichischer Schauspieler, Theaterregisseur und Sänger bei Bühne und Film.

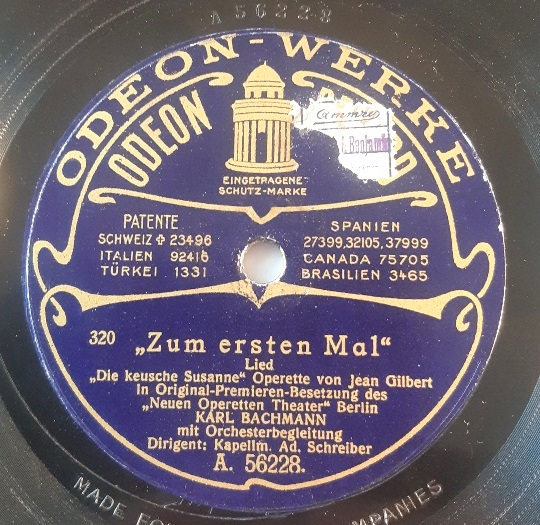
Schallplatte von Karl Bachmann (Berlin 1911)

## Leben und Wirken
Über Herkunft und Ausbildung Bachmanns ist derzeit nichts bekannt. Seit Jahresende 1901 ist er in der böhmischen Provinz als Schauspieler wie auch als Sänger an der Operette nachweisbar. Über Laibach kehrte er zur Spielzeit 1903/04 ins heimatliche Wien zurück und spielte u. a. an der Seite des gefeierten Kollegen Josef Jarno am von diesem geleiteten Theater in der Josefstadt. Bachmann blieb fortan überwiegend seiner Heimatstadt treu und nahm Engagements an, die ihn ans Lustspieltheater, ins Ronacher aber schließlich auch nach Berlin (ans Neue Operettentheater) führte. Es folgten Auftritte an dem Lessingtheater, dem Künstlertheater und dem Theater am Nollendorfplatz der deutschen Hauptstadt. Kurz vor dem Ersten Weltkrieg wirkte Bachmann am dortigen Metropol-Theater der deutschen Reichshauptstadt, während des Krieges blieb er jedoch ohne feststellbares Festengagement. Bachmann kehrte schließlich nach Wien zurück und nahm dort erstmals mehrere Filmrollen an.
Am 17. Nov. 1915 fand im Wiener Johann Strauß-Theater die Uraufführung von Emmerich Kálmáns Operette Die Csárdásfürstin statt, eine der erfolgreichsten Premieren der „silbernen Operettenära“. Karl Bachmann als „Edwin“ kreierte darin u. a. Musiknummern wie Mädchen gibt es wunderfeine, Machen wir’s den Schwalben nach, Tanzen möcht ich – Tausend kleine Englein singen und Jaj Mamám, Bruderherz, ich kauf’ mir die Welt.
Die Bühne blieb sein bevorzugtes Wirkungsfeld, auf der er nicht nur als Operettensänger wirkte und charmante Charaktere wie Prinzen, junge Fürsten, Offiziere zur See und andere schmucke Uniformträger verkörperte, sondern für die er ab 1934, beginnend mit Der letzte Wiener mit Max Pallenberg in einer Paraderolle, sich auch als Schwankautor versuchte. Karl Bachmanns Rollenfach war zumeist der Bonvivant, aber auch der hohe Würdenträger (Hochadelige, Minister, Direktoren etc.), die er an den unterschiedlichsten Spielstätten Wiens (wie u. a. die Komödie und das Theater in der Praterstraße) verkörperte. Nach vielen Jahren ohne Festengagement gehörte er im Zweiten Weltkrieg wieder einem Ensemble an, diesmal dem des Wiener Stadttheaters. In der Sommerspielzeit trat Bachmann in jenen 1940er Jahren auch an der Exl-Bühne auf. Bachmann stand 1944 in der Gottbegnadeten-Liste des Reichsministeriums für Volksaufklärung und Propaganda.
Sporadisch ließ man Karl Bachmann auch Regie führen, etwa bei einer Aufführung von George Bernard Shaws Die Häuser des Herrn Sartorius. In den ersten Jahren nach dem Zweiten Weltkrieg war er als Regisseur fest an Wiens Renaissance-Theater beschäftigt. Nach einem Ausflug zur kleinen Bühne „Die Insel“ zu Beginn der 1940er Jahre verbrachte Karl Bachmann seine verbleibende aktive Zeit (bis Mitte 1950er Jahre) als Schauspieler am Neuen Theater in der Scala und trat immer mal wieder mit kleinen Rollen auch vor die Kinofilmkamera.

## Filmografie
- 1919: Die Czardasfürstin
- 1920: Freut euch des Lebens
- 1922: Sündige Liebe
- 1934: G’schichten aus dem Wienerwald
- 1939: Das Gewehr über
- 1939: Das jüngste Gericht
- 1941: So gefällst du mir
- 1943: Die kluge Marianne
- 1947: Singende Engel
- 1949: Liebling der Welt
- 1950: Das vierte Gebot
- 1952: 1. April 2000
- 1952: Abenteuer im Schloss
- 1952: Nicht die Zeit für Blumen (No Time for Flowers)
- 1954: Wiener Herzen (Der Komödiant von Wien)
- 1954: Bel Ami